# Кутузов, Фёдор Юрьевич Щука
Фёдор Юрьевич Кутузов-Щука (ок. 1480 — 1530) — московский боярин и воевода в период правления Ивана III и Василия III.
Впервые был упомянут в 1495 году среди детей боярских, сопровождавших великую княжну Елену Ивановну в Литву, и участвовал в походе «миром» великого князя в Новгород Великий.
В 1506 был воеводой «на перевозе ниже Казани в судовой рати» во время похода князя Димитрия Ивановича Жилки под Казань, в котором русские потерпели поражение. 
В 1512 году был послан в Рязань вторым воеводой, затем направлен вместе с другими воеводами за Смоленск, оттуда — к Друцку и Орше, а затем к Браславлю и Дрисвяту.
В 1513 году получил чин боярина и был отправлен в Тулу командовать сторожевым полком.
В 1515 был направлен в Дорогобуж в большой полк третьим воеводой. В том же году служил первым воеводой в Мещере.
В 1517 командовал передовым полком в Великих Луках.
В 1519 году вновь стал первым воеводой в Мещере, затем водил из Дорогобужа в Литву передовой полк.
В 1521 — второй воевода в Нижнем Новгороде, 
В 1523 году в качестве первого воеводы передового полка в конной рати под командованием князей Василия Васильевича Немого Шуйского и Бориса Ивановича Горбатого-Шуйского участвовал Казанском походе.
В 1524 году был отправлен вторым воеводой в Муроме. 
В 1527 — второй воевода в Рязани.
В 1528 — наместник в Нижнем Новгороде. В 1529 — первый наместник в Рязани.
В 1530 был в Казанском походе воеводой в полку правой руки и в том же году скончался.
Фёдору Юрьевичу принадлежала д. Щукино ныне одноименный район Москвы.